# Перша книга хроніки
Пе́рша кни́га хро́ніки (також І Хроніка, 1 Хр., Параліпоменон) — книга Старого Заповіту Біблії та Танаху.

## Історична епоха написання Книг Хронік
Перша та Друга книги хронік, чи Параліпоменон (грец. παραλειπομένων від грец. παραλείπω — те, що оминули) — твір юдаїзму з часів після неволі, тобто періоду коли юдейський народ був політично під владою персів, однак мав певну автономію, особливо у релігійній сфері. Попри те, що грецька назва книги натякає на справи «те, що оминули», вони не доповнюють подіями існуючі вже історичні книги і містять на загал описи тих самих подій. Книги хронік описують з іншими деталями події Книг Царів (Перша книга царів, Друга книга царів та Самуїлових книг (Перша книга Самуїла, Друга книга Самуїла). Книги хроніки очевидно написані у епоху перед еллінським пануванням Селевкідів, оскільки у них описані події датовані до 516 року до н. е. та не просліджується вплив еллінізму.

## Поділ Книги Хронік
У Першій книзі хронік можна виділити 2 частини. Перша частина 1. Хр. (розділ 1-9) містить генеалогічні списки, що стосуються родоводу Давида, священиків і левітів, а також мешканців Єрусалиму. Вона є вступом до історії Давида, яка охоплює решту Першої книги хронік (розд. 10-29). У розповіді про Давида не згадуються перипетії з Саулом, гріх Давида та інші невигідні події в його сім'ї, про які розлого розповідають Книги царів. Натомість наголошується на пророцтві Натана. Багато місця Хроніст присвячує справам культу — перенесенню Кивоту Завіту, приготуванню до будівництва Храму, упорядкуванню завдань священиків. Таким чином припускається, що автор сам був дуже близьким до служіння у Храмі.
Друга книга хроніки є прямим продовженням Першої книги і можливо пов'язаний поділ просто із довжиною звитку тексту.

## Розділи Першої книги хроніки
- Від Адама до Саула (розд. 1-9)
- Царство Давида (розд. 10-22)
- Приготування будівництва Храму (розд. 23-27)
- Спадкоємець Давида — Соломон (розд. 28-29)